# Papillifera papillaris
Papillifera papillaris (O.F. Müller, 1774) è un mollusco gasteropode della famiglia Clausiliidae.

## Etimologia
Il nome della specie significa letteralmente "portatrice di papule" e fa riferimento alle minuscole zigrinature che sono presenti sulla conchiglia di questa specie in corrispondenza delle linee di sutura della spirale.

## Descrizione
Il guscio di questa specie di molluschi presenta la spirale orientata verso sinistra e molto ritorta, con mediamente 10-11 circonvoluzioni totali.
La larghezza della conchiglia varia fra i 3.2 e i 3.8 mm, mentre la sua lunghezza oscilla solitamente fra i 12 e i 15 mm.

### Comportamento
È piuttosto difficile osservare esemplari di questa specie in attività.

## Distribuzione e habitat
Nella maggior parte dei casi, gli esemplari della specie vivono su rocce calcaree, e spesso possono essere rinvenuti in prossimità delle coste. È inoltre attestata la loro adattabilità alla sopravvivenza in aree urbane.
L'area nativa di questa specie è quella mediterranea; i suoi luoghi d'origine sono nello specifico solo la penisola italiana, la Sardegna, la Sicilia e la Corsica.
Col tempo la specie ha trovato un ampio bacino di diffusione in tutta l'area mediterranea, comprese le Baleari, il sud della Francia e le coste dell'Albania, della Croazia e della Turchia (dove la presenza della specie è attestata dal 330 a.C.). È inoltre attestata la sua presenza sull'isola di Malta.
Nel 2004 la presenza di una piccola colonia di Papillifera papillaris è stata attestata nella residenza di Cliveden, nel Buckinghamshire; si pensa che possa essere stata importata casualmente dall'Italia, in particolare da una balaustra marmorea creata a Roma ed utilizzata per ornare la villa, sulla quale sono stati trovati i molluschi.

## Tassonomia
La specie fu descritta da Linneo con il nome di Turbo bidens nel 1758 ma studi successivi hanno appurato che il riferimento utilizzato dal naturalista svedese per la sua descrizione era errato. Nel 2007 una decisione della Commissione internazionale sulla nomenclatura zoologica ha ritenuto opportuno parificare la descrizione di Papillifera papillaris con Papillifera bidens, nome parimenti utilizzato da Linneo per riferirsi alla specie.

### Sottospecie
La specie include le seguenti sottospecie:
- Papillifera papillaris affinis (Philippi, 1836)
- Papillifera papillaris circinata (Paulucci, 1878)
- Papillifera papillaris papillaris (O. F. Müller, 1774)
- Papillifera papillaris peculiaris (Monterosato, 1892)
- Papillifera papillaris rudicosta (O. Boettger, 1878)
- Papillifera papillaris tinei (Westerlund, 1878)
- Papillifera papillaris transitans (Paulucci, 1878)

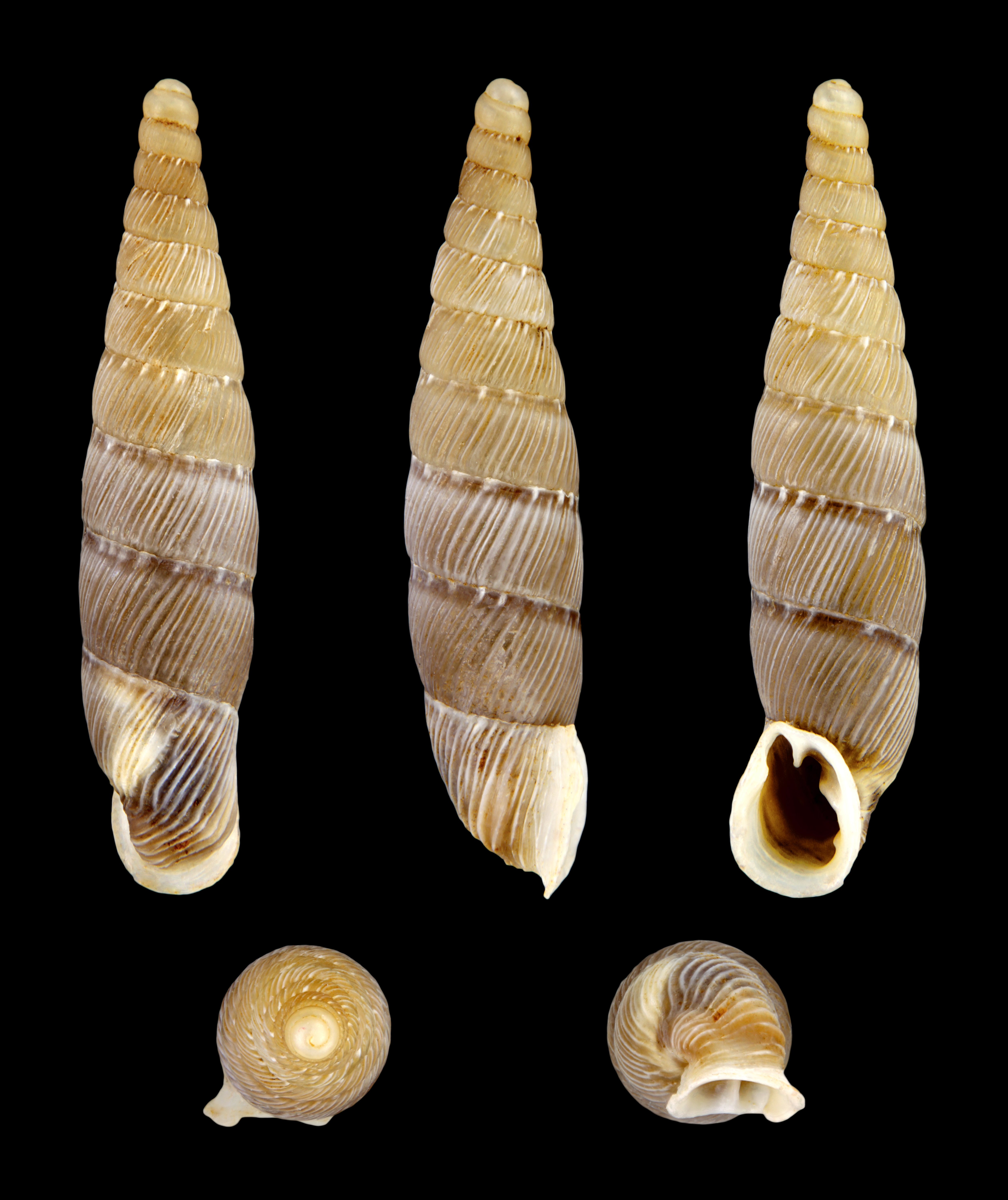
Papillifera papillaris affinis
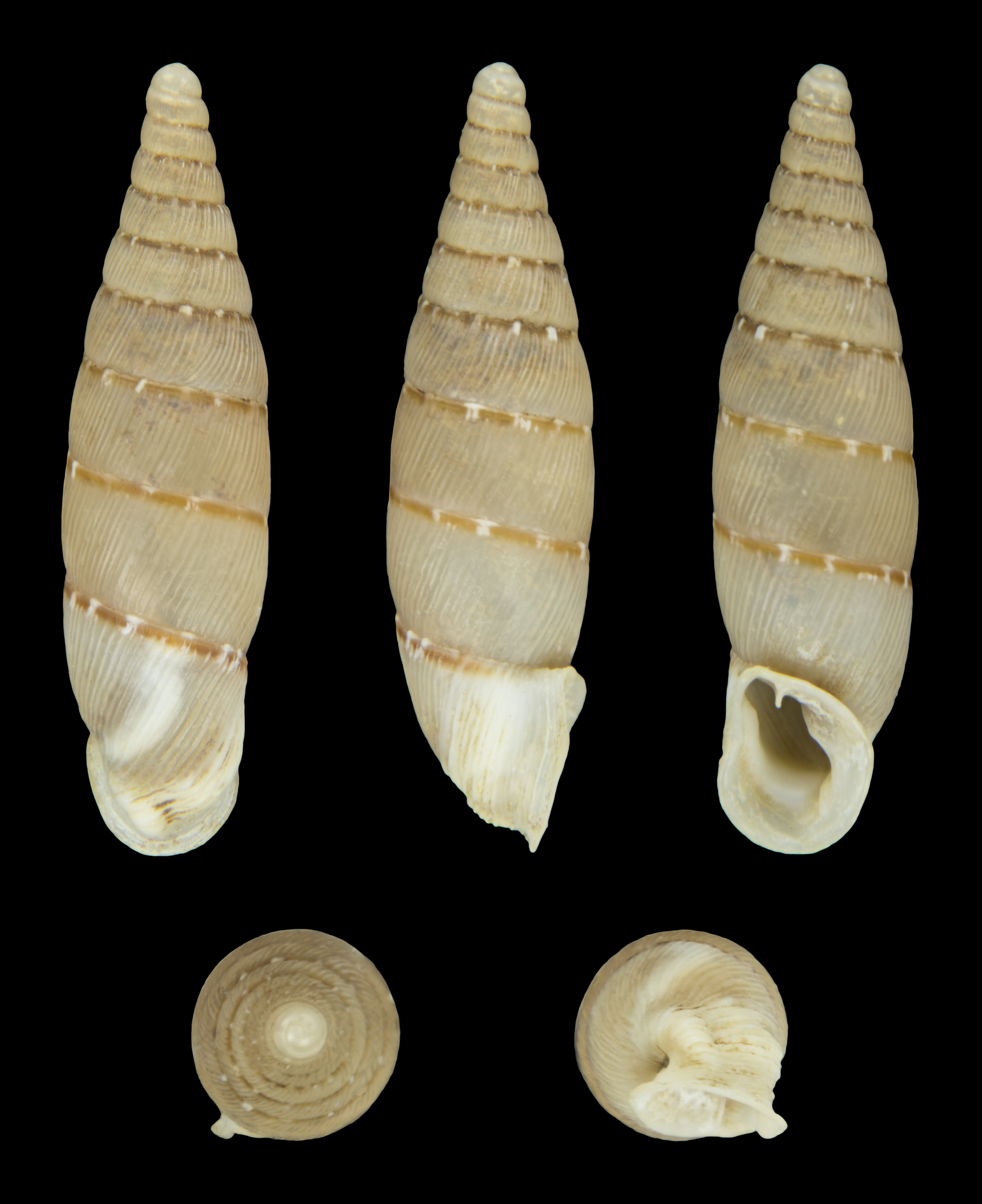
Papillifera papillaris peculiaris